# 1916 en Saskatchewan
Chronologie de la Saskatchewan
- 1912
- 1913
- 1914
- 1915
- 1916
- 1917
- 1918
- 1919
- 1920

Cette page concerne des événements d'actualité qui se sont produits durant l'année 1916 dans la province canadienne de la Saskatchewan.

## Politique

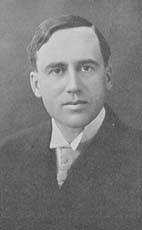
William Melville Martin

- Premier ministre : Thomas Walter Scott puis William Melville Martin
- Chef de l'Opposition :
- Lieutenant-gouverneur : sir Richard Stuart Lake
- Législature :

## Événements
- 20 octobre : nouveau gouvernement :

| Fonction                                                                                               | Titulaire | Titulaire                          | Parti   |
| --- | --------- | ---------------------------------- | ------- |
| Président du conseil exécutif Ministre des Chemins de fer Ministre des Routes (à partir du 02/04/1917) |           | James Alexander Calder             | Libéral |
| Ministre de l'Agriculture                                                                              |           | William Richard Motherwell         | Libéral |
| Procureur général Secrétaire Provincial                                                                |           | William Ferdinand Alphonse Turgeon | Libéral |
| Ministre de l'Éducation                                                                                |           | William Melville Martin            | Libéral |
| Ministre des Affaires municipales                                                                      |           | George Langley                     | Libéral |
| Trésorier provincial                                                                                   |           | Charles Avery Dunning              | Libéral |
| Ministre des Travaux publics                                                                           |           | Archibald Peter McNab              | Libéral |
| Ministre des Téléphones                                                                                |           | George Alexander Bell              | Libéral |

## Naissances
- 1er janvier : Murray Alexander Armstrong (né à Manor, en Saskatchewan - mort le 8 décembre 2010 à Saint Augustine, Floride[1]) est un joueur professionnel canadien de hockey sur glace[2] devenu entraîneur.

- 10 janvier : Don Maurice Metz (né à Wilcox — mort le 16 novembre 2007 à Régina) est un joueur professionnel canadien de hockey sur glace qui évoluait au poste d'ailier droit.

- 25 mai : Brian Dickson (né à Yorkton, mort le 17 octobre 1998 à Ottawa) est un juge canadien.  Il fut juge de la Cour suprême du Canada de 1973 à 1990 et il en fut le juge en chef de 1984 à 1990.

- 18 décembre : Walter Rimstad (né à Swift Current) est un joueur professionnel de hockey sur glace canadien.